# Teinobasis carolinensis
Teinobasis carolinensis är en trollsländeart som beskrevs av Maurits Anne Lieftinck 1962. Teinobasis carolinensis ingår i släktet Teinobasis och familjen dammflicksländor. Inga underarter finns listade i Catalogue of Life.